# Marcopolo
Marcopolo è un canale televisivo italiano edito dal Gruppo Sciscione. Nato nel 1997, era dedicato ai viaggi e nel 2020 fu fuso con il canale Alice per formare la nuova emittente Alma TV, salvo poi essere rilanciato come canale autonomo, prima come Travel TV e poi Marcopolo Travel TV.

## Storia
Il canale, nato nel 1997, fu visibile fino al 2003 nell'offerta satellitare di TELE+ Digitale e poi fino al 31 dicembre 2013 al canale 414 di Sky Italia. Dal 1º gennaio 2014 il canale non è più disponibile su Sky Italia ma è visibile comunque in chiaro e sulla piattaforma Tivùsat al canale 43, oltre che in streaming sulla piattaforma Italia Smart.
Dal 17 febbraio 2014 Marcopolo approda anche sul digitale terrestre nel mux TIMB 2 sulla LCN 224. L'11 marzo 2014 Marcopolo è passato sulla LCN 223, lasciando la 224 a Nuvolari. Dal 30 aprile 2014 è disponibile anche sulla LCN 61.
Il 13 marzo 2015 Marcopolo, insieme a Leonardo, Nuvolari e Alice abbandonano la piattaforma Tivùsat e rimangono in chiaro esclusivamente sul digitale terrestre. Dal 15 giugno 2015 Marcopolo rimane visibile soltanto alla LCN 223.
Dal 1º settembre 2015 a seguito della riorganizzazione dei canali LT Multimedia è stata aggiunta una copia del canale alla posizione 222 precedentemente occupata da Leonardo. Dal 1º aprile 2016 è visibile solo sul canale 222 e successivamente dal 29 luglio dello stesso anno viene aggiunta una copia al canale 224 denominata Marcopolo Diari, rimasto disponibile fino all'8 ottobre.
Dal 2 giugno 2017 Marcopolo ritorna sul satellite ed è visibile in chiaro, con l'identificativo errato "Sportelevision", senza LCN su Tivùsat e su Sky al canale 810; il nome del canale è corretto il 6 novembre (anche se solo per gli utenti Sky l'identificativo già da mesi risultava sovrascritto e corretto). 
A partire da inizio giugno 2019 Marcopolo viene aggiunto su una nuova frequenza satellitare del satellite Hotbird 13° Est con l'identificativo "MarcoPolo" e dal giorno 14 è rimosso dalla precedente frequenza appartenente a Sky; resta comunque presente nella numerazione Sky al canale 810. Tuttavia dal 26 luglio un nuovo cartello in onda, assieme alle informazioni sul sito ufficiale, comunica che a partire dal 1º settembre Marcopolo resterà visibile solo sul digitale terrestre all'LCN 222 e su Sky alla posizione 5222 (nella fascia di numerazione oltre il 5000 dedicata alla ripetizione dei segnali terrestri).
Il 7 gennaio 2020 il canale sospende momentaneamente le trasmissioni e viene eliminato dal mux TIMB 2. Il giorno successivo il canale torna disponibile nel mux Alpha.
Dal 6 aprile 2020 il canale è trasmesso dalle 21:00 alle 10:00, in alternanza con Alice, su Canale 65. Dal 1º maggio 2020, il canale si fonde con Alice dando vita ad un unico canale sull'LCN 65 denominato Alma TV - Alice & Marcopolo tornando nel mux TIMB 2.
Dal 1° luglio 2025 è previsto il rilancio del canale come: Marcopolo Travel TV sulle piattaforme satellitari: Sky Italia e Tivùsat.

## Programmi
Il palinsesto comprende documentari di diversa natura editoriale: dalla docu-fiction ai reportage.
- Tra cielo e terra, programma condotto da Marco Liorni dedicato alla scoperta dei monasteri e luoghi di fede.
- Grasso ma non troppo, programma di Sergio Grasso dedicato alla scoperta della cucina italiana.
- Itinerari italiani
- Week end
- Il Paese sottile
- Borghi marini
- Sentieri d'Italia, programma di esplorazione montana raccontata attraverso i suoi sentieri.
- Tesori e Meraviglie
- Terra promessa
- Diario di viaggio
- Viaggi straordinari
- Gli ultimi paradisi
- Il mondo in tavola, documentari tratti da Arte.tv e doppiati in italiano sulla cultura gastronomica europea.
- Sapori dal mondo
- Magellano
- Mediterraneo
- Italia, dell'arte e della festa
- Italia segreta
- Anima Mundi
- Grandi fiumi
- I grandi imperi
- Sussurri e grida
- Campanili, programma sui piccoli borghi d'Italia raccontati attraverso le voci e le memorie di chi li popola.

## Personale

### Conduttori
- Deneb Antuoni
- Savina Confaloni
- Eva Crosetta
- Michele Dalla Palma
- Ciro Di Maio
- Sergio Grasso
- Rudolf Mernone
- Folco Quilici
- Corrado Ruggeri
- Erika Mariniello
- Iona Sermoneta
- Laura Barriales
- Marco Liorni

## Ascolti

### Share 24h* di Marcopolo
|      | Gennaio | Febbraio | Marzo | Aprile | Maggio | Giugno | Luglio | Agosto | Settembre | Ottobre | Novembre | Dicembre | Media anno |
| ---- | ------- | -------- | ----- | ------ | ------ | ------ | ------ | ------ | --------- | ------- | -------- | -------- | ---------- |
| 2014 | 0,03%   | 0,04%    | 0,06% | 0,09%  | 0,11%  | 0,14%  | 0,18%  | 0,18%  | 0,17%     | 0,16%   | 0,17%    | 0,19%    | 0,12%      |
| 2015 | 0,21%   | 0,21%    | 0,19% | 0,19%  | 0,18%  | 0,19%  | 0,15%  | 0,17%  | 0,13%     | 0,13%   | 0,09%    | 0,15%    | 0,17%      |
| 2016 | 0,12%   | 0,11%    | 0,10% | 0,11%  | 0,12%  | 0,12%  | 0,13%  | 0,13%  | 0,11%     | 0,11%   | 0,10%    | 0,11%    | 0,11%      |
| 2017 | 0,11%   | 0,10%    | 0,12% | 0,12%  | 0,10%  | 0,10%  | 0,11%  | 0,15%  | 0,11%     | 0,11%   | 0,11%    | 0,11%    | 0,11%      |
| 2018 | 0,11%   | 0,09%    | 0,08% | 0,08%  | 0,09%  | 0,10%  | 0,12%  | 0,13%  | 0,11%     | 0,11%   | 0,12%    | 0,11%    | 0,10%      |
| 2019 | 0,11%   | 0,10%    | 0,09% | 0,09%  | 0,09%  | 0,10%  | 0,12%  | 0,12%  | 0,11%     | 0,11%   | 0,11%    | 0,11%    | 0,10%      |
| 2020 | 0,05%   | 0,02%    | 0,02% |        |        |        |        |        |           |         |          |          |            |

* Giorno medio mensile su target individui 4+